# 斯旺斯伯勒 (北卡羅萊納州)
斯旺斯伯勒（英語：Swansboro）是一個位於美國北卡羅萊納州昂斯洛縣的城鎮。

## 人口
根據2020年美國人口普查的數據，斯旺斯伯勒的面積為6.16平方千米，當中陸地面積為5.79平方千米，而水域面積為0.37平方千米。當地共有人口3744人，而人口密度為每平方千米608人。